# カウチサーフィン
カウチサーフィン (The CouchSurfing Project) は、インターネット上の無料国際ホスピタリティー・コミュニティーであり、現在世界で最も大きなホスピタリティー・エクスチェンジ・ネットワークである。英語の「カウチ」（couch, 日本語で言うソファー）とサーフィンを併せた名称である。CSともいう。
海外旅行などをする人が、他人の家に宿泊させてもらう（カウチをサーフさせてもらう）という形式の相互的な思いやりや信頼による制度である。コミュニティーの軸にしたウエブサイトにて、プロフィール、身分確認制度、メンバー同士の評価等により、世界各地のメンバー間で連絡を取り相談の上で宿泊が決まる。
2004年1月1日に公式に開始したカウチサーフィンは各国マスコミの過熱報道を受け、2009年9月の時点では、200か国に亙る130万人のメンバーがいる。（日本にて活躍しているメンバーは1300人程度。）ウエブサイトとして2008年にページビュー数（ウエブサイトがアクセスされた回数）が1日3千万超であった。サイトは現在、8ヶ国語で使える。

## 沿革
カウチサーフィンはアメリカ人ケーシー・フェントンにより2000年に始まったプロジェクトである。彼によると、アメリカ・ボストンから格安便でアイスランドを訪れた時に思いついたアイディアだそうだ。ホステルに宿泊する代わりに、ランダムにアイスランド大学の学生1500人にメールをして泊めてくれるよう依頼した。宿泊を提供すると返信した学生は50人もいた。その復路便ボストン行きで現在のカウチサーフィンという発想が生まれた。2004年1月、ウエブサイトとして公開された。翌年末にメンバーが4万5千人に達していた。

## 仕組み
宿泊の交換、いわゆる「サーフィン」が機構の中心活動となる。これは通常、ホスト（自宅に宿泊を提供する人）、あるいはサーファー（宿泊の依頼をし受け入れてもらう人）のどちらかの役割をすることである。mixiなどのコミュニティーと同じく登録は無料であり、宿泊のリクエストを受け入れる義務が一切ないものの、組織のためにはある程度の参加が望ましい。旅行するときにお世話になる代わりに、地元にいるときに旅行する人の助けをするというイメージである。
メンバーのプロフィール情報が重要な役割を果たしている。プロフィールには自己紹介、当面の目標、写真、使用言語、訪れたことのある国、現在位置、カウチの有無、他人から受けた評価などの情報が掲載されている。メンバー同士に信頼を得るために、本名で登録している人が多いが義務ではない。
また、「Has couch」（カウチ有り、つまり宿泊のリクエストを受け入れられる）、「Maybe has couch」（カウチ有りかもしれない）、「Coffee or a drink」（人を泊められないが会って話をすることができる）、「Traveling at the moment」（現在旅行中で泊められない）などのステータスの設定ができる。このほかに、宿泊提供が可能の場合、いたずらの、または自分の都合に合いそうにないリクエストを防ぐために、プロフィールにリクエストを受け入れやすいと感じる性別、宿泊の状況、同時に受け入れられるサーファーの上限人数等のカウチ情報を表示する。
一方でサーファーは、自分の旅行先にいるメンバーを検索し、表示されているメンバーのプロフィールを見る。性別、年齢、使用言語、または評価での検索も可能。
このエクスチェンジは合意の上で決まるものであり、食費などの一部を負担する場合以外、基本的に無償である。宿泊の期間、条件などの内容はメッセージをもって予め決めることが多い。
内部調査により、メンバーの約30%が現在カウチを提供しており、「カウチあるかもしれない」、または「現在旅行中」のメンバー数はさらに36%に達しているそうだ。

## 組織および目標
CouchSurfing International Incはアメリカ合衆国ニューハンプシャー州の非営利法人であり、正規の慈善団体である。
「より良い地球創りに1カウチずつ、貢献を。」がCouchSurfingの精神である。世界各地における個人、場所などを繋げることにより、国際交流、異文化理解、寛容さなどを促進し、文化や国を超越する意義深い繋がりの創造を目指している。

## 安全確認
プロフィールに表示される安全、信頼のための仕組みが3つある。

### レファレンス
ホストとサーファーは宿泊後に互いのレファレンス（評価）を相手のプロフィールに載せる。他人のプロフィールに今までのCS活動歴がほぼ全部公開されていることになるのである。過去に問題が生じ、他人に批判的なレファレンスをされた人、あるいはレファレンスの少ない人には注意するよう、薦められている。

### 身分確認
オプションとしてクレジットカードによる身分確認制度（Verification）が利用できる。これはCouchsurfingから送付されたはがきに記載されている暗証番号の入力を通じ、名前、住所などの個人情報が認証されるシステムである。有料サービスであるが、日本在住メンバーの場合、約2000円がかかる。（認証料はメンバーに対し経済的平等を保つため、メンバーの居住国によって大きく変わる。購買力平価（PPP）と人間開発指数（HDI）等の単位に基づいて計算される。

### ヴァウチング
CSの創立者らに推薦された（ヴァウチされた）メンバーがCSを通して知り合って信用するメンバーを更にヴァウチ推薦するパーソナル保証制度システムがある。これには面識があり、十分に理解し信頼する相手のみをヴァウチするのが重要である。3回ヴァウチされたメンバーしかヴァウチができない。

## 問題および批判
2004年の創立以来、カウチサーフィンに関する事件は非常に少なかったが、なかには注目すべき出来事もあった。

### 2009年レイプ容疑
2009年3月、香港人女性のメンバー29歳はイギリスでモロッコ人男性メンバーと連絡を取り、男性の家に泊まることになった。翌日、警察にレイプされたと通報した。男性はレイプ、性的暴行の容疑で逮捕された。同年8月に訴訟が始まった。この女性は事件前、ヨーロッパ各地で何名かの男性宅に宿泊したことがあったが無事だった。この事件後、女性一人のカウチサーファーは女性のホストを求めるべきという声があがった。

### 批判
メンバーの安全がカウチサーフィンの最も問われていたところである。レファレンス、身分認証などの安全措置の影響である程度の安全が保証され、今まで何百万ものCSによるメンバーの接触がポジティブな評価を受けているが、以上のような不幸な事件の完全予防は不可能と思われる。